# Ayer Keroh
Ayer Keroh (en malayo:Ayer Keroh) es una localidad de Malasia, en el estado de Malaca.
Se encuentra a 36 m sobre el nivel del mar. 

## Demografía
Según estimación 2010 contaba con 47473 habitantes.